# Grjótárhnjúkur
Grjótárfjall är ett berg i republiken Island. Det ligger i regionen Norðurland eystra, 210 km nordost om huvudstaden Reykjavík. Toppen på Grjótárhnjúkur är 1 199 meter över havet.
Trakten runt Grjótárfjall är nära nog obefolkad, med mindre än två invånare per kvadratkilometer. Det finns inga samhällen i närheten. Trakten runt Grjótárfjall består i huvudsak av gräsmarker.